# Représentations diplomatiques au Luxembourg

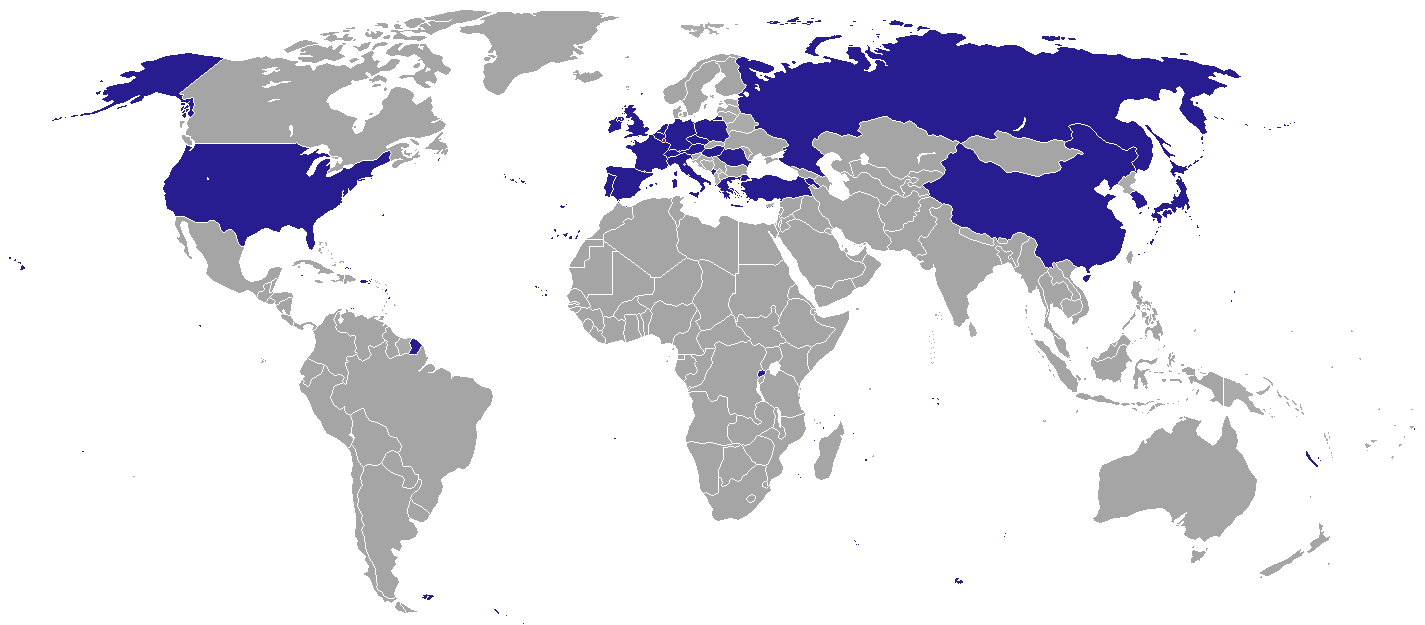
Carte des missions diplomatiques au Luxembourg

Les représentations diplomatiques au Luxembourg sont actuellement au nombre de 22. Il existe de nombreuses délégations et bureaux de représentations des organisations internationales et d'entités infranationales dans la capitale Luxembourg (ville).

## Ambassades à Luxembourg

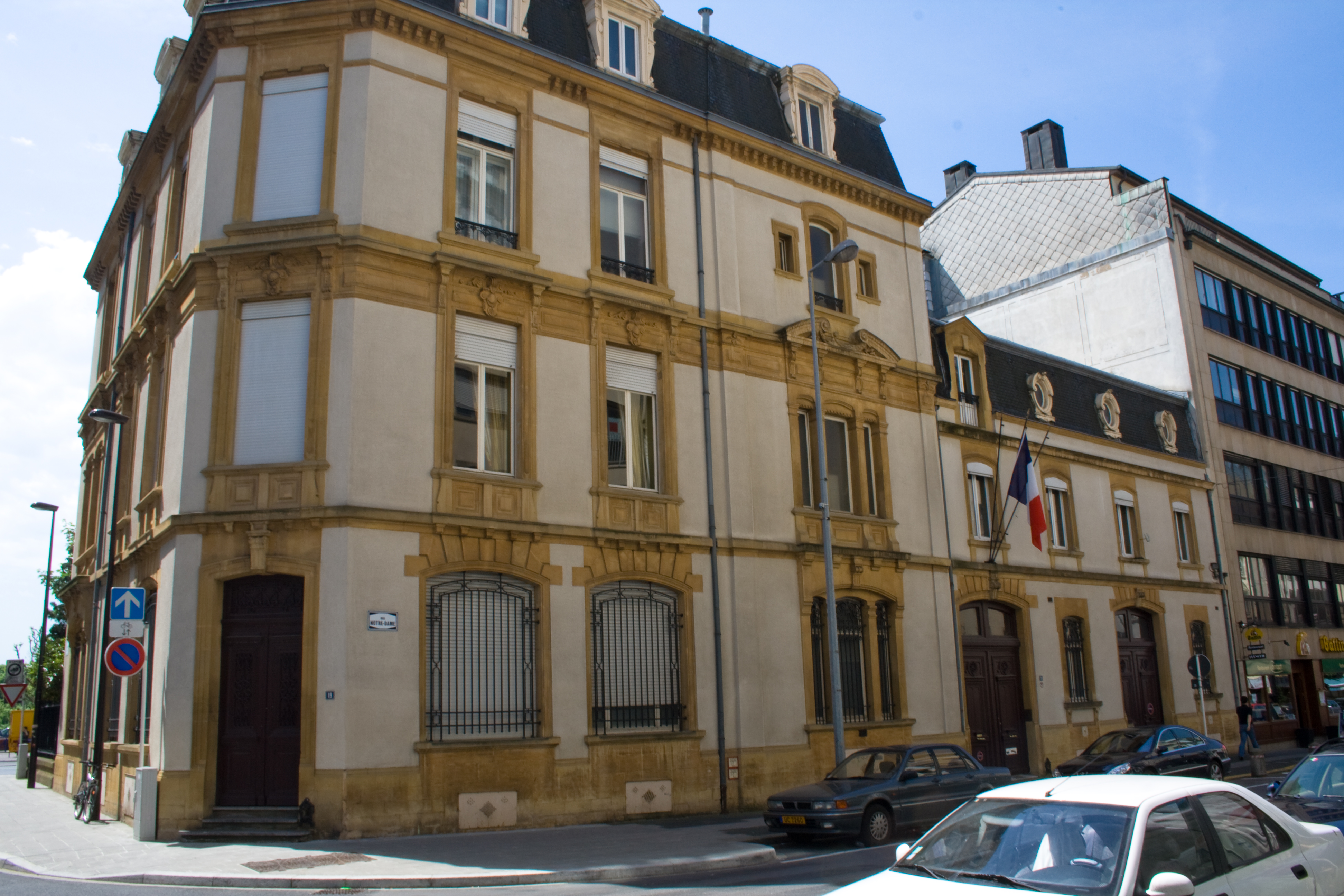
L'ambassade de France au Luxembourg.

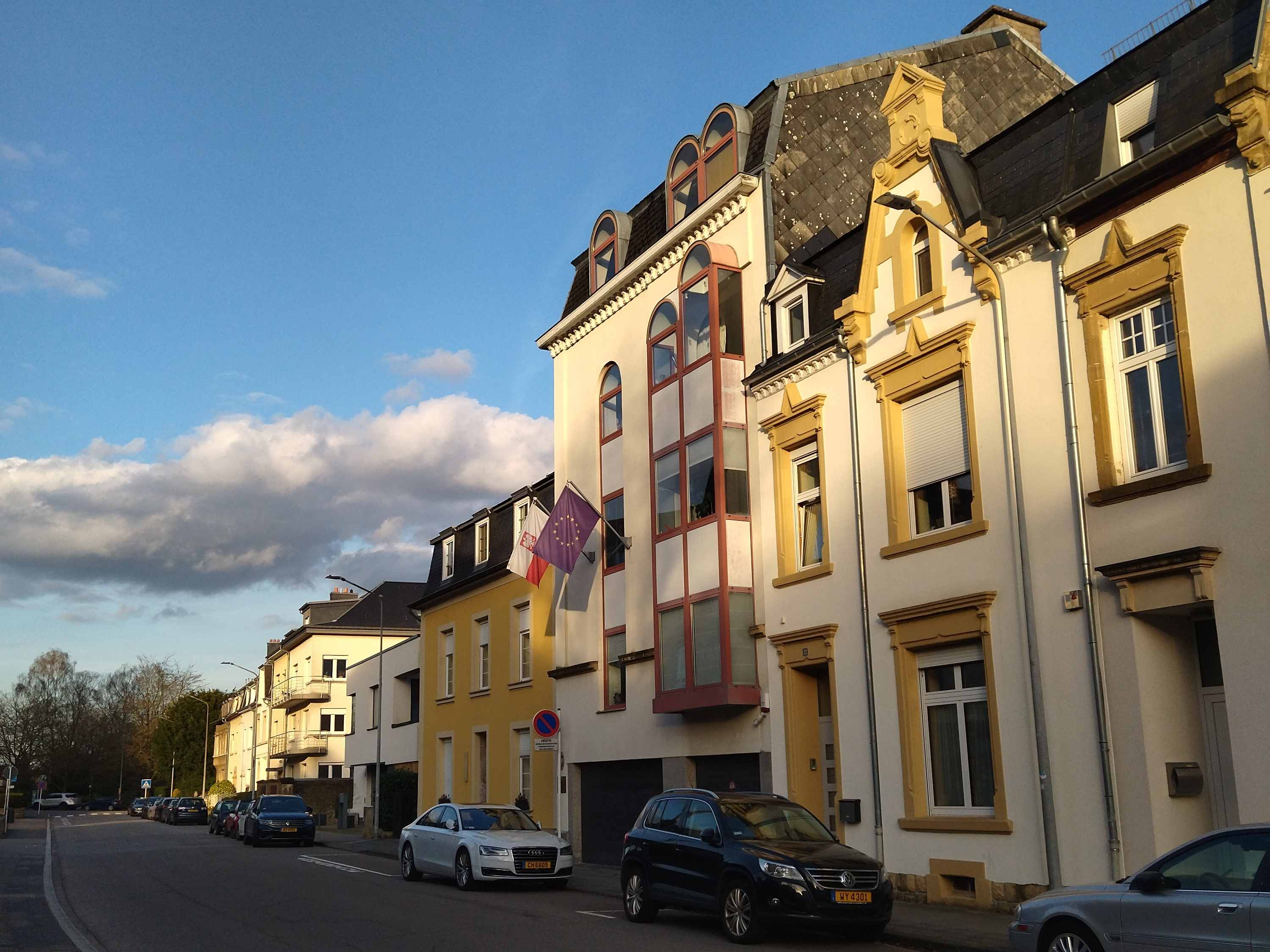
L'ambassade de Pologne au Luxembourg.

| - Autriche - Belgique - Cap-Vert - Chine - Tchéquie - France - Allemagne - Grèce - Hongrie - Irlande - Italie | - Japon - Pays-Bas - Pologne - Portugal - Roumanie - Russie - Espagne - Suisse - Turquie - Royaume-Uni - États-Unis |